# 1784
Évszázadok: 17. század – 18. század – 19. század
Évtizedek: 1730-as évek – 1740-es évek – 1750-es évek – 1760-as évek – 1770-es évek – 1780-as évek – 1790-es évek – 1800-as évek – 1810-es évek – 1820-as évek – 1830-as évek
Évek: 1779 – 1780 – 1781 – 1782 –  1783 – 1784 – 1785 – 1786 – 1787 – 1788 – 1789

## Események

### Határozott dátumú események
- január 8. – Anatoli-Kavakban Oroszország és Törökország megköti a szerződést, amely az oroszoknak juttatja a Krím félszigetet.[1]
- április 13. – A Szent Koronát Pozsonyból Bécsbe szállítják.[2]
- május 11. – II. József a német nyelvet teszi hivatalossá Magyarországon.[3]
- július 3. – Erdélyt 11 vármegyére osztják a történelmi közigazgatási határokat figyelembe nem véve.[4]
- július 16. – II. József népszámlálást rendel el Magyarországon.[5]
- október 31. – Erdélyben parasztfelkelés indul Horea, Cloșca(wd) és Crișan(wd) vezetésével.[1]
- november 15. – II. József elrendeli az erdélyi parasztfelkelés katonai erővel történő leverését.[6]
- november 24. – A Lady Hughes-incidens a kínai Kanton közelében.[7]
- december 7. – A császári és királyi katonaság leveri Crișan csapatait.[6]
- december 31. – Topánfalvánál a császári és királyi katonaság elfogja Horeát és Cloșcát.[8]

### Határozatlan dátumú események
- az év folyamán – Goldberger Ferenc kékfestő üzemet alapít Óbudán.[9]

## Születések
- március 12. – William Buckland, angol geológus és őslénykutató, aki elsőként ismertetett egy dinoszaurusz fosszíliát († 1856)
- március 27. – Kőrösi Csoma Sándor, tudós utazó († 1842)
- május 3. – Horvát István, történész, nyelvész († 1846)
- június 22. – Kerekes Ferenc, matematikus, református főiskolai tanár, a Magyar Tudományos Akadémia levelező tagja († 1850)
- június 28. – Tittel Pál, csillagász, az MTA tagja († 1831)
- szeptember 19. – Keglevich Gábor, politikus, nagybirtokos, Nógrád vármegye főispánja, az MTA tagja († 1854)
- november 24. – Zachary Taylor, az Amerikai Egyesült Államok 12. elnöke, hivatalban 1849–1850-ig († 1850)
- (ismeretlen dátum) – Fjodor Vasziljevics Rüdiger, cári lovassági tábornok († 1856)

## Halálozások
- február 27. – Saint-Germain gróf, misztikus, alkimista, diplomata, kalandor, kémikus, feltaláló, költő, zeneszerző, orvos, látnok (* ?)
- május 1. – Asbóth Gottfried János evangélikus lelkész (* 1735)
- július 1. – Wilhelm Friedemann Bach orgonista, zeneszerző (* 1710)
- július 31. – Denis Diderot francia filozófus, író (* 1713)
- szeptember 4. – César-François Cassini de Thury francia csillagász (* 1714)
- szeptember 5. – Ányos Pál szerzetes, tanár, költő (* 1756)